# نقطة نظام (مسلسل)
نقطة نظام مسلسل درامي، مصري من إنتاج سنة 2007. المسلسل من إخراج أحمد صقر، وتأليف محمد صفاء عامر، ومن بطولة صلاح السعدني، وبوسي، وريم البارودي، وسوزان نجم الدين، وعبد الرحمن أبو زهرة.

## ملخص القصة
- تدور أحداث المسلسل حول بعض الأحداث التي وقعت في حرب 1967، ومنها دفن الأسرى المصريين، وربط هذه الأحداث بالواقع من خلال تسليط الضوء على قضية فلسطين وما يحدث لها من احتكار اقتصادي تحت ستار الاستثمار.

## طاقم التمثيل
- صلاح السعدني[6]
- بوسي
- ريم البارودي
- سوزان نجم الدين
- عبد الرحمن أبو زهرة
- خيرية أحمد
- كريمة مختار
- منة بدر
- أحمد سعيد عبد الغني
- محمد أبو داوود
- أحمد بيومي
- أحمد راتب
- ميمي جمال
- سامح الصريطي
- مصطفى حشيش
- رجوى حامد
- رحاب الجمل
- ناصر شاهين
- نور الصيرفي
- حمدي السخاوي
- رامز أمير
- جهاد أبو العينين
- حمدي حفني
- ياسر عبد العزيز

## إنتاج
• كتب محمد صفاء عامر قصة وسيناريو المسلسل. وكان المسلسل من إخراج أحمد صقر وإنتاج كامل أبو علي.